# Carbonifero
| Permiano                                                                                              | Cisuraliano    | Asseliano     | Più recente   |
| Carbonifero                                                                                           | Pennsylvaniano | Gzheliano     | 303,7 ± 0,1   |
| Carbonifero                                                                                           | Pennsylvaniano | Kasimoviano   | 307,0 ± 0,1   |
| Carbonifero                                                                                           | Pennsylvaniano | Moscoviano    | 315,2 ± 0,2   |
| Carbonifero                                                                                           | Pennsylvaniano | Bashkiriano   | 323,4 ± 0,4   |
| Carbonifero                                                                                           | Mississippiano | Serpukhoviano | 330,4 ± 0,4   |
| Carbonifero                                                                                           | Mississippiano | Viséano       | 346,7 ± 0,4   |
| Carbonifero                                                                                           | Mississippiano | Tournaisiano  | 358,86 ± 0,19 |
| Devoniano                                                                                             | Superiore      | Famenniano    | Più antico    |
| Suddivisione del sistema del Carbonifero secondo la Commissione internazionale di stratigrafia (ICS). |                |               |               |

Nella Scala dei tempi geologici, il Carbonifero è il quinto dei sei periodi in cui è suddiviso il Paleozoico, che a sua volta è la prima delle tre ere in cui è suddiviso l'eone Fanerozoico.
Il Carbonifero è compreso tra 358,86 ± 0,19 e 298,9, ± 0,15 milioni di anni fa (Ma), preceduto dal Devoniano e seguito dal Permiano.

## Movimenti tettonici
Nel Carbonifero inferiore, durante la fase sudetica, che provocò le grandi linee tettoniche ancor oggi evidenti nella Bretagna e nell'Inghilterra meridionale, di riflesso si ebbero ulteriori intrusioni granitiche, come testimoniano i cinque batoliti della Cornovaglia. Nel Namuriano ha inizio lo smantellamento della catena, indicato dalla formazione di molasse, ma la regione subì ancora degli intensi piegamenti durante la fase principale dell'orogenesi ercinica, quella asturiana, nel Westfaliano superiore. Su una catena giovane e già attaccata dall'erosione si sono deposti i sedimenti del cosiddetto Carbonifero produttivo, rappresentato da scisti, arenarie, conglomerati, alternati con strati di carbone. La localizzazione e la forma dei bacini carboniferi sono dovute a cause tettoniche, che hanno portato alla formazione di sinclinali interessate da pieghe-faglie, consentendo con il lento e costante abbassamento l'accumulo enorme dei sedimenti carboniferi. La regione ormai irrigidita non reagisce più plasticamente e le ultime fasi tettoniche, meno violente, alla fine del Carbonifero e durante il Permiano, hanno portato a una struttura a fratture e a faglie con formazione di fosse e a emissioni laviche.
Al termine del Carbonifero le catene erciniche sono ormai completamente emerse e lo smantellamento delle stesse porta nel periodo successivo alla formazione delle Arenarie Rosse Recenti; nel Permico si verificano solo fasi di assestamento, ma intensa è l'attività magmatica. Già durante l'evoluzione dell'orogenesi ercinica questa era stata significativa, in particolare con l'intrusione di imponenti masse granitiche, come nei monti Metalliferi (Erzgebirge), nei Vosgi, nella Foresta Nera e nella Boemiacentrale, e la messa in posto dei massicci elvetici delle Alpi.
Le masse irrigidite dello zoccolo hanno reagito alle sollecitazioni tettoniche posterciniche fratturandosi o fagliandosi, dando così origine a fosse tettoniche e a blocchi rialzati caratteristici dello stile tettonico sassone o germanico.

## Etimologia
Il nome del Carbonifero deriva dal fatto che nei terreni formatisi in questo periodo sono molto diffusi i giacimenti di carboni fossili, in conseguenza del grande sviluppo delle foreste avvenuto in questo periodo.
La denominazione e l'unità cronostratigrafica furono introdotti nel 1822 dai geologi inglesi William Daniel Conybeare e William Phillips, che tuttavia inizialmente la considerarono a livello di epoca o serie, con il nome di Carboniferous Series.

## Suddivisione

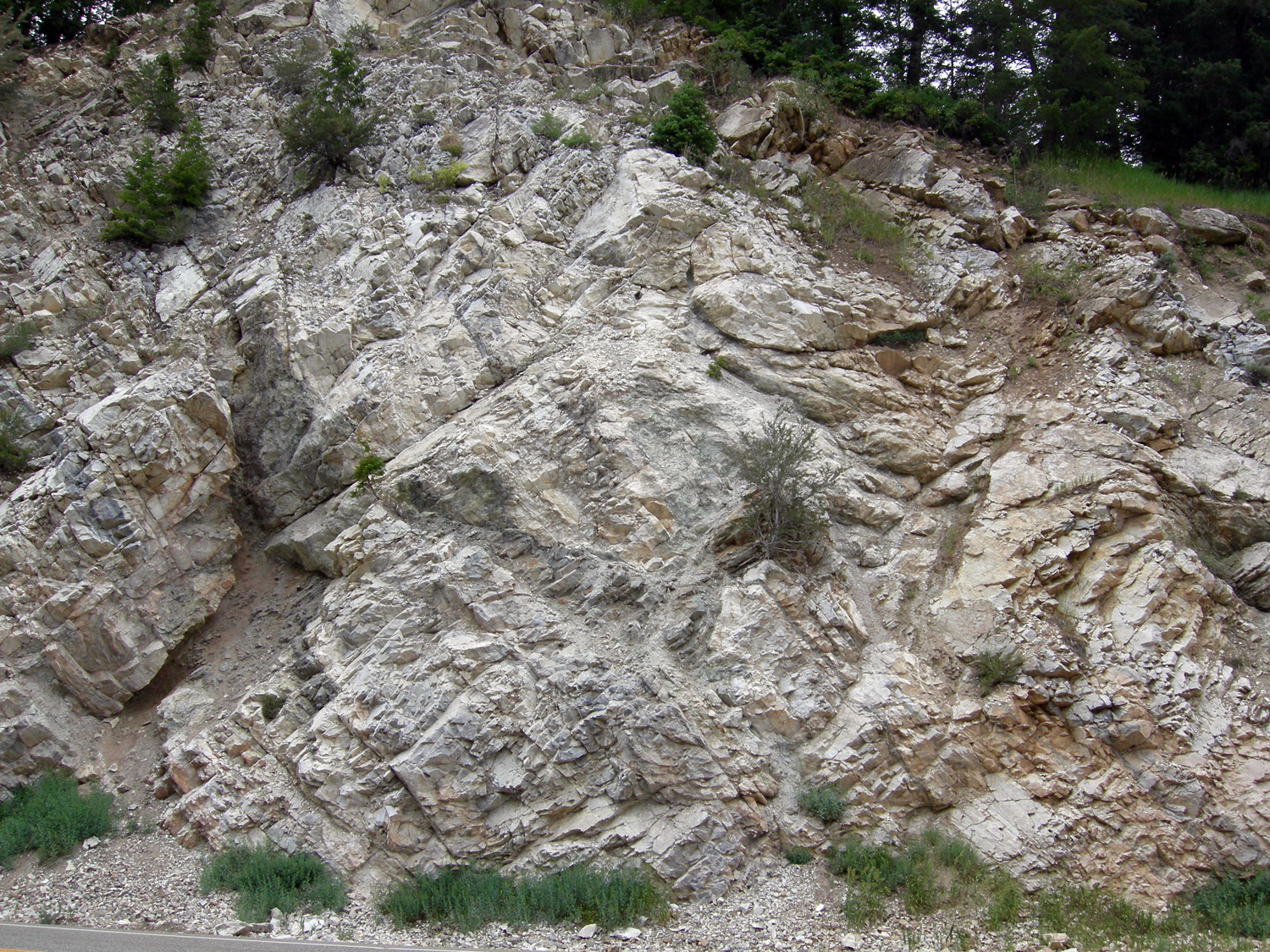
Marmo del Mississippiano.

La Commissione Internazionale di Stratigrafia riconosce per il Carbonifero, due sottoperiodi (Pennsylvaniano e Mississippiano, entrambi di origine americana), che danno luogo a sei epoche e sette piani, ordinati dal più recente al più antico secondo il seguente schema, che riporta a fianco anche la precedente convenzione europea, che utilizzava una suddivisione di tipo diverso:
- Pennsylvaniano / Carbonifero superiore
  - Pennsylvaniano Superiore / Uraliano
    - Gzheliano (303,7 ± 0,1 - 298,9 ± 0,15 Ma) / Stefaniano
    - Kasimoviano (307,0 ± 0,1 - 303,7 ± 0,1 Ma)

  - Pennsylvaniano Medio
    - Moscoviano (315,2 ± 0,2 - 307,0 ± 0,1 Ma)

  - Pennsylvaniano Inferiore
    - Bashkiriano (323,4 ± 0,4 - 315,2 ± 0,2 Ma)
- Mississippiano / Carbonifero inferiore
  - Mississippiano Superiore
    - Serpukhoviano (330,4 ± 0,4 - 323,4 ± 0,4 Ma) / Namuriano

  - Mississippiano Medio
    - Viséano (346,7 ± 0,4 - 330,4 ± 0,4 Ma) /Dinantiano

  - Mississippiano Inferiore
    - Tournaisiano (358,86 ± 0,19 - 346,7 ± 0,4 Ma)

## Definizioni stratigrafiche e GSSP
La base del Carbonifero, coincide con quella del Mississippiano e del suo primo piano, il Tournaisiano, ed è definita dalla prima comparsa negli orizzonti stratigrafici dei conodonti della specie Siphonodella sulcata, all'interno della linea di evoluzione filogenetica da Siphonodella praesulcata a Siphonodella sulcata.
Come indicatori fossili secondari presenti nello strato 89, sono da annoverare i trilobiti Belgibole abruptirhachis, Archegonus (Phillibole) e Carbonocoryphe.
I Belgibole abruptirhachis fanno la loro comparsa in varie sezioni stratigrafiche che contengono cefalopodi in Germania, Polonia (Monti della Santa Croce) e nella Alpi Carniche austriache.

### GSSP
Il GSSP, il profilo stratigrafico di riferimento della Commissione Internazionale di Stratigrafia, è stato inizialmente localizzato nello strato 89, nella sezione E', a La Serre, nella Montagne Noire, dipartimento di Hérault, nel sud della Francia.
Nel 2006 si è tuttavia scoperto che ci sono problemi biostratigrafici che non rendono l'assegnazione correlabile con precisione.

## Fauna

### Invertebrati
Nella fauna marina molto numerosi sono i foraminiferi, soprattutto fusuline, che costituiscono in massima parte i calcari della Russia, dell'Iran, della Cina e del Giappone. Diffusi sono i tetracoralli e i tabulati nelle facies di piattaforma carbonatica; tra gli echinodermi, i blastoidi e i crinoidi sono le forme più diffuse; fra i brachiopodi, i productidi e gli spiriferidi. Tra i molluschi si verifica un continuo sviluppo dei cefalopodi, mentre tra gli artropodi sono in regresso i trilobiti. 
Nelle acque dolci vivevano crostacei fillopodi e gasteropodi polmonati. 
Sulla terraferma erano presenti grandi artropodi: aracnidi (soprattutto scorpionidi), miriapodi e insetti.

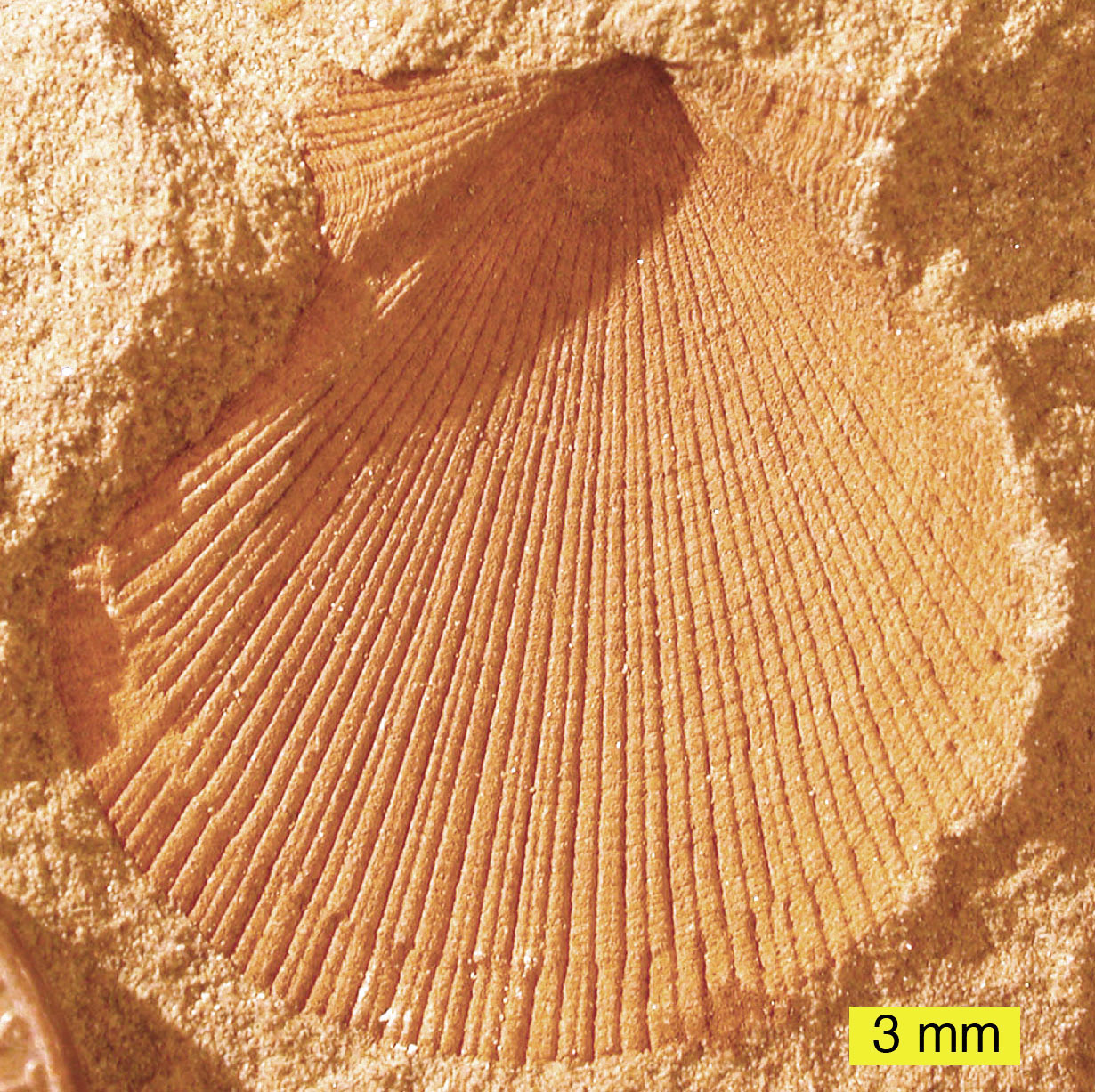
L'Aviculopecten subcardiformis, un bivalve dalla Logan Formation (Carbonifero inferiore) dell'Ohio.
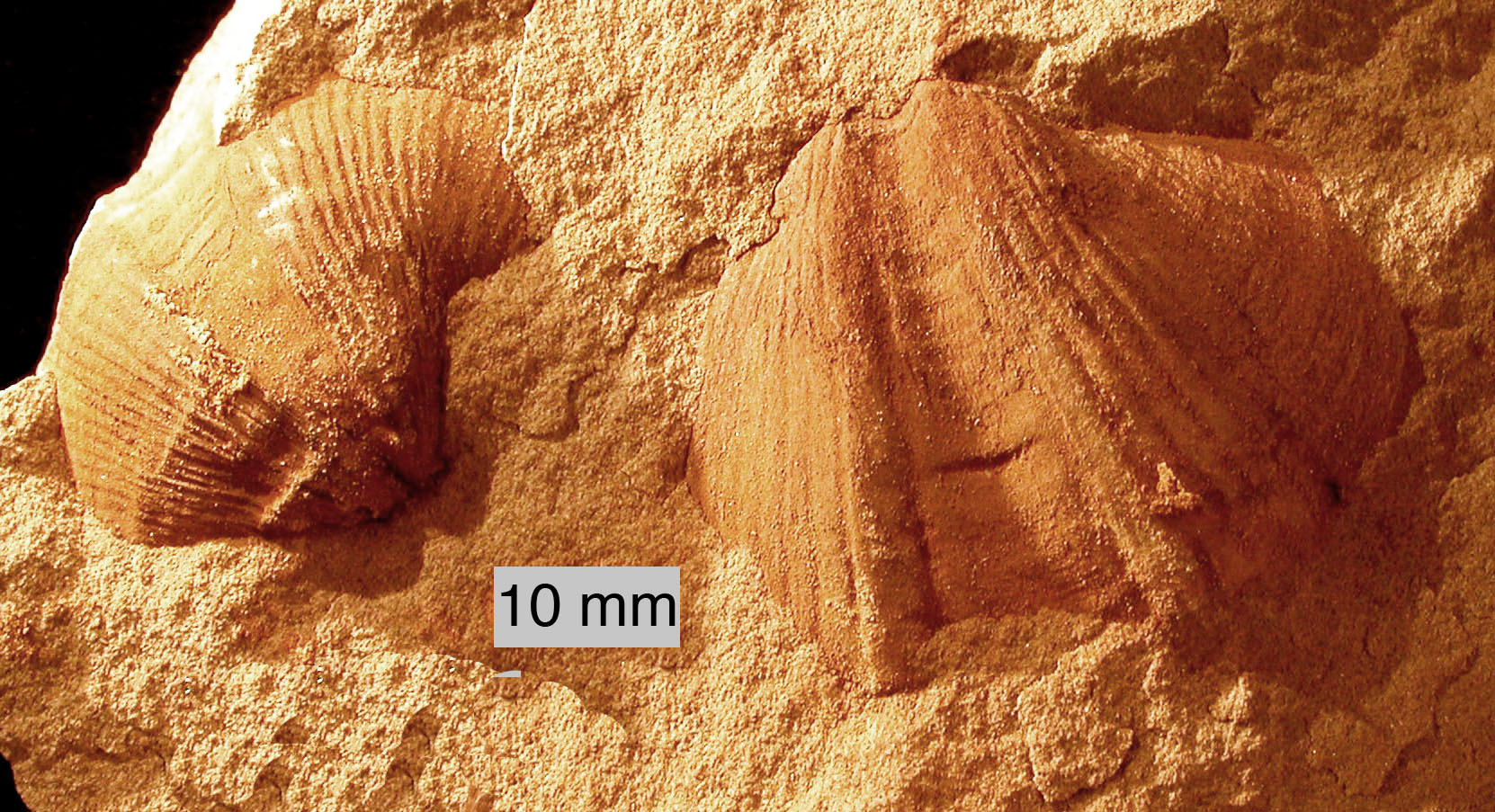
Il Syringothyris sp., un brachiopode  dalla Logan Formation (Carbonifero inferiore) dell'Ohio.
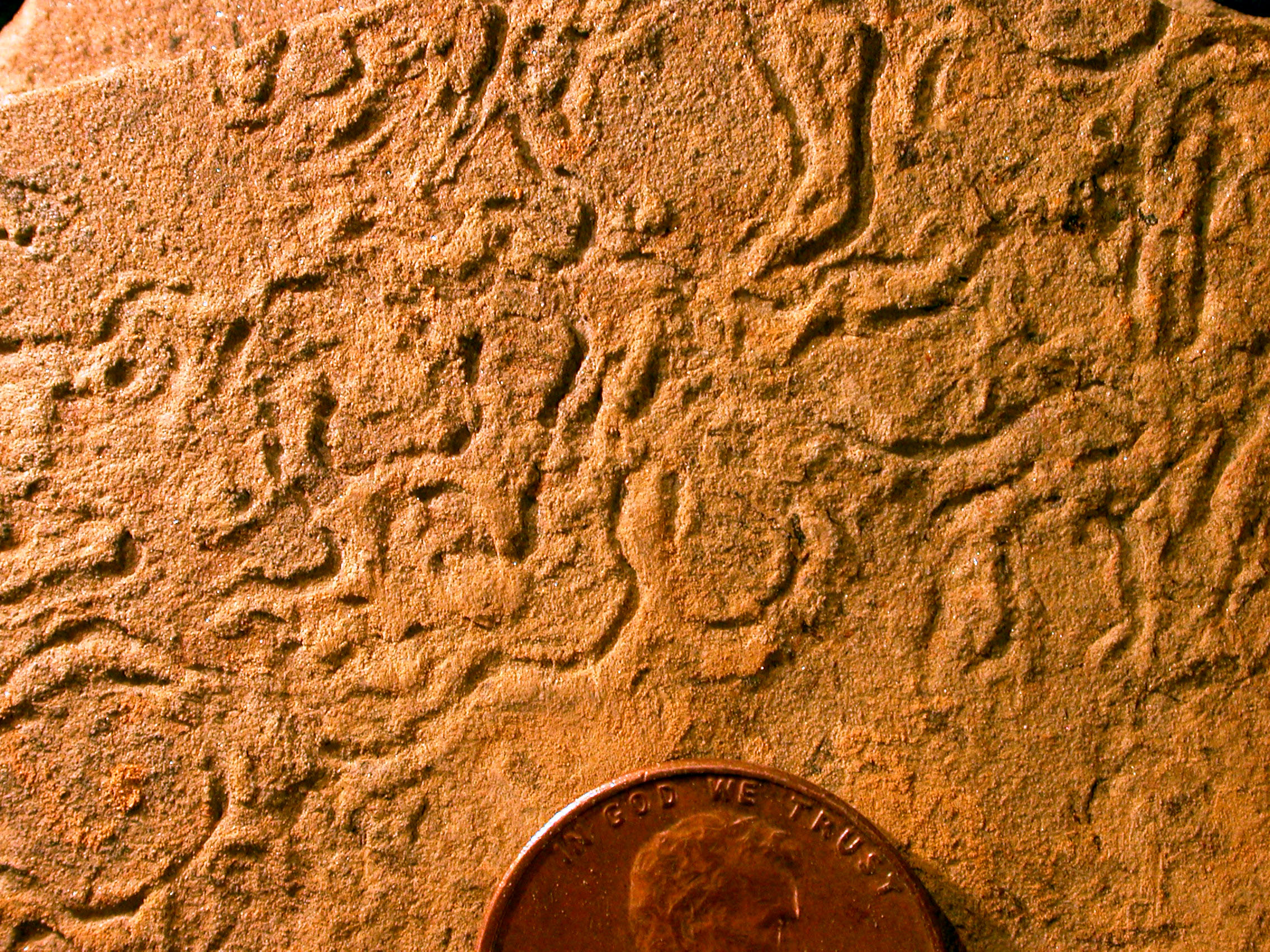
Helminthopsis ichnosp.;  tracce fossili dalla Logan Formation (Carbonifero inferiore) dell'Ohio.
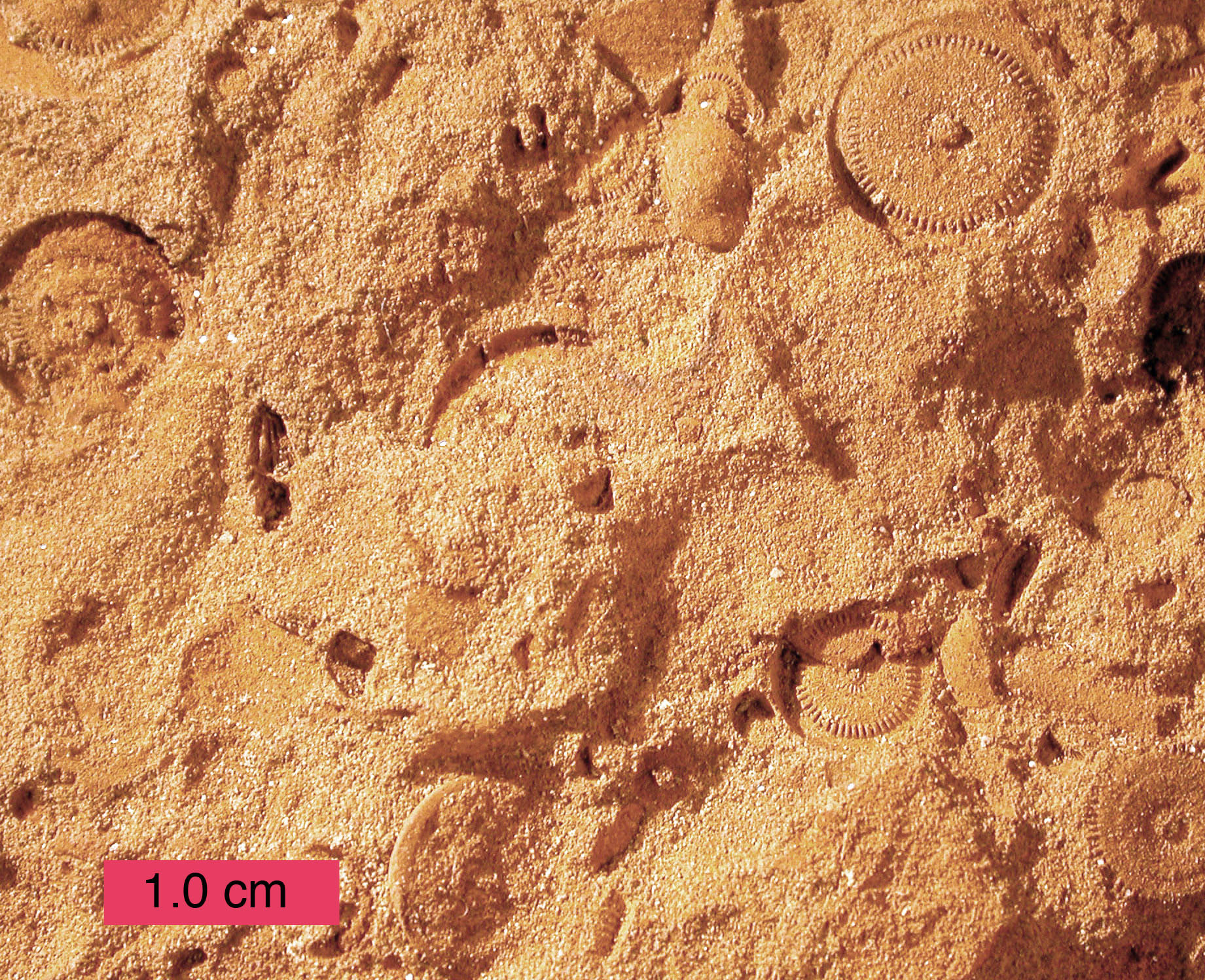
Crinoidi dalla Logan Formation (Carbonifero inferiore) dell'Ohio.
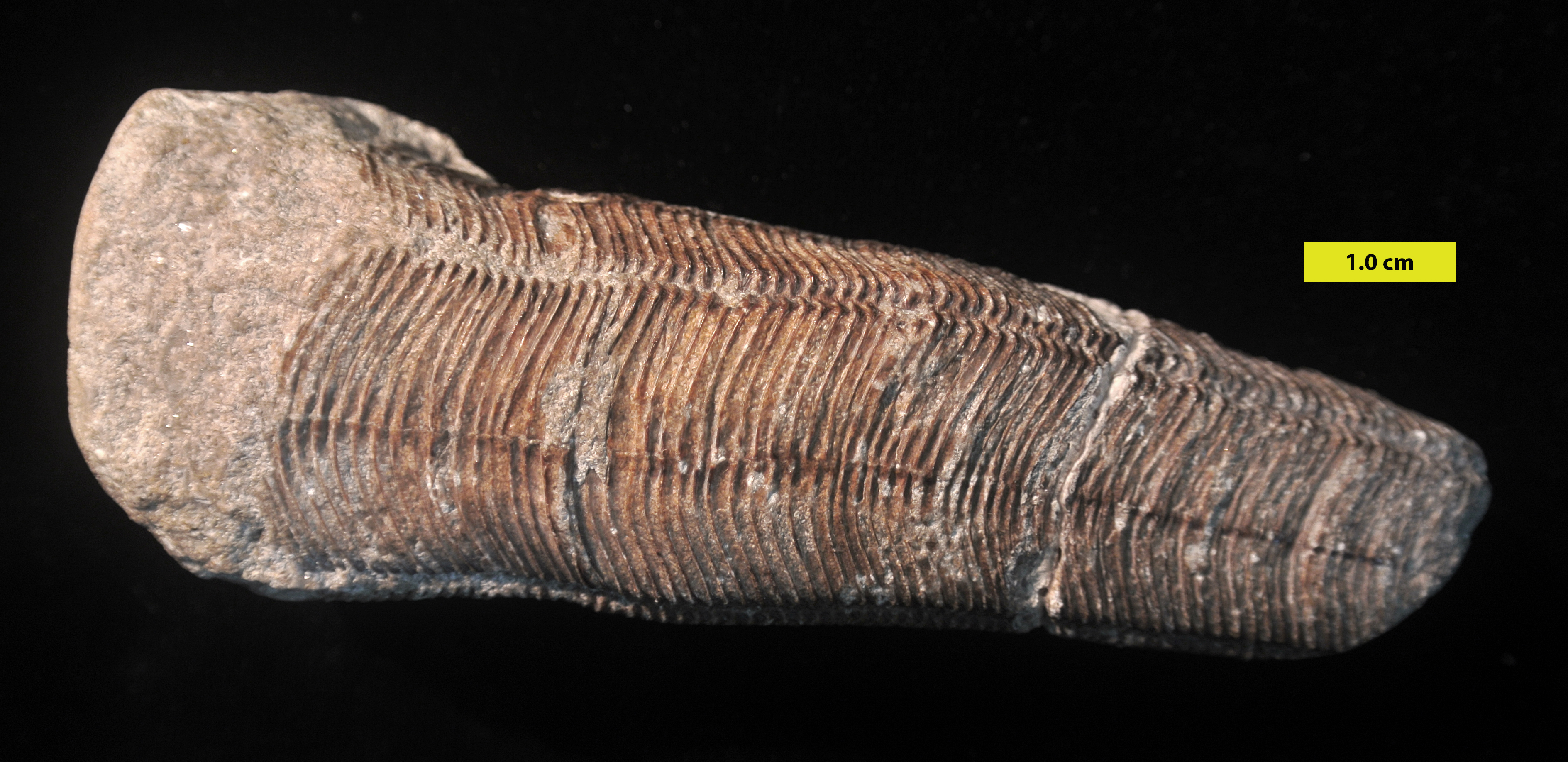
Conularia del Carbonifero inferiore dell'Indiana; scala in mm.
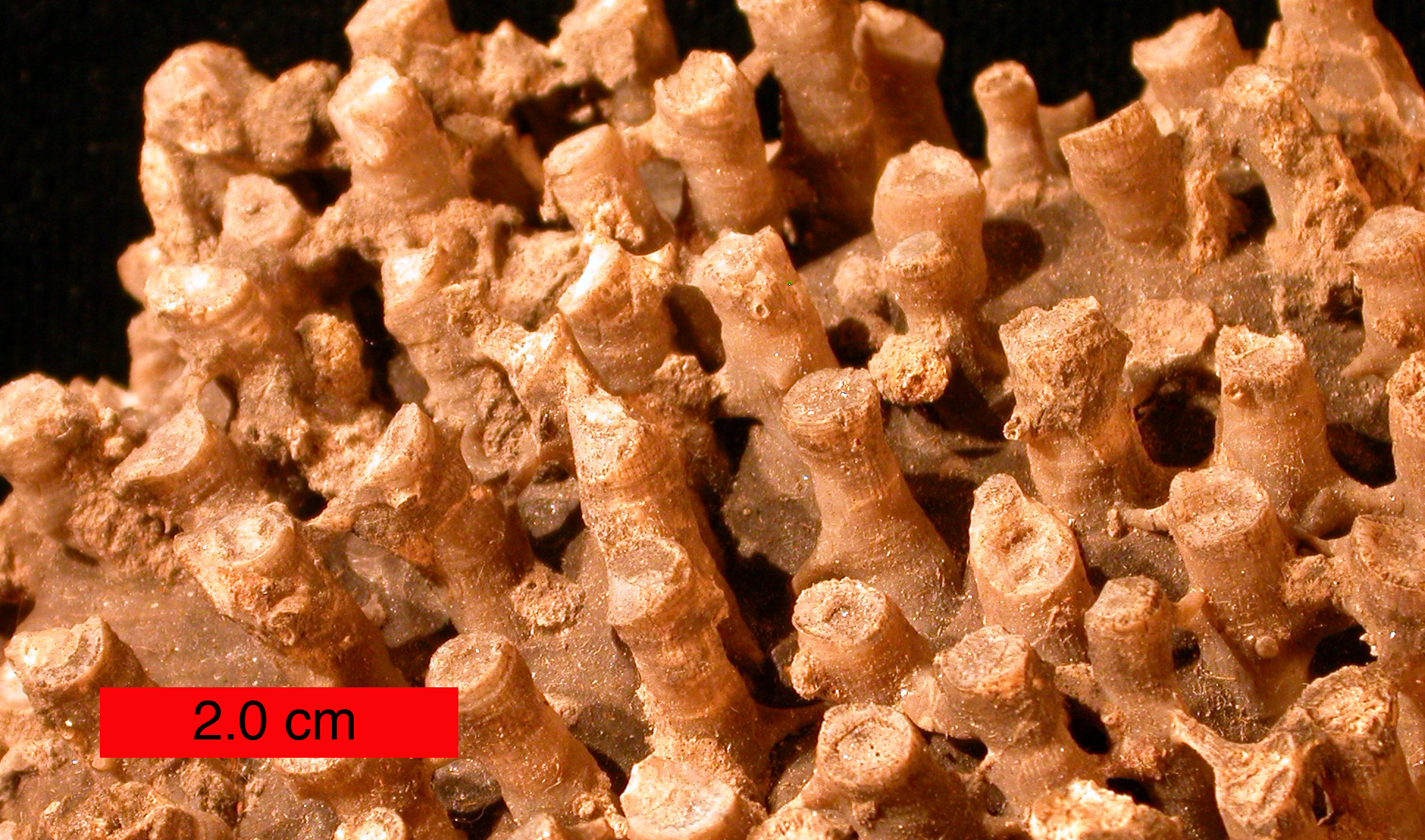
Corallo Tabulato (syringoporide) del Carbonifero inferiore, da Boone Limestone in Arkansas. Scala 2.0 cm.
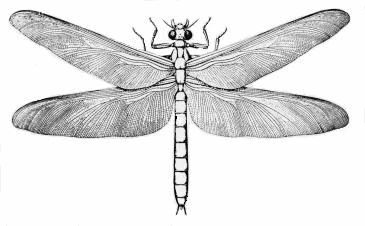
Meganeura
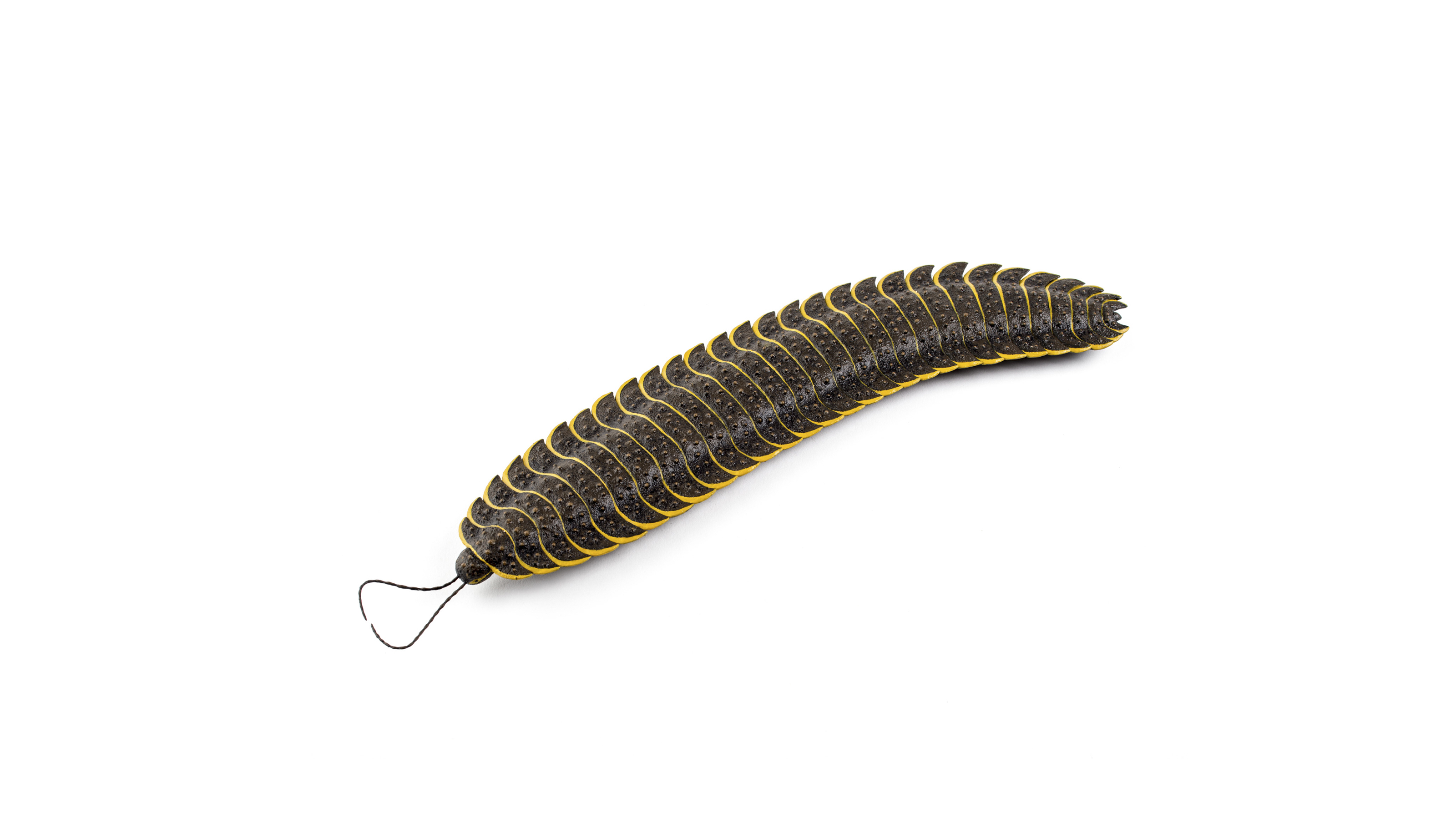
Arthropleura
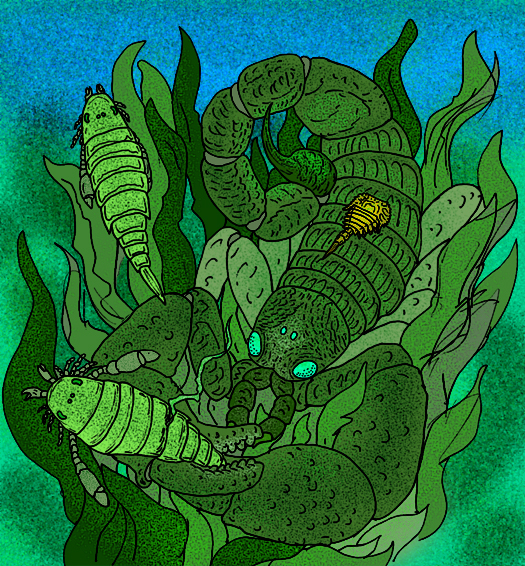
Brontoscorpio
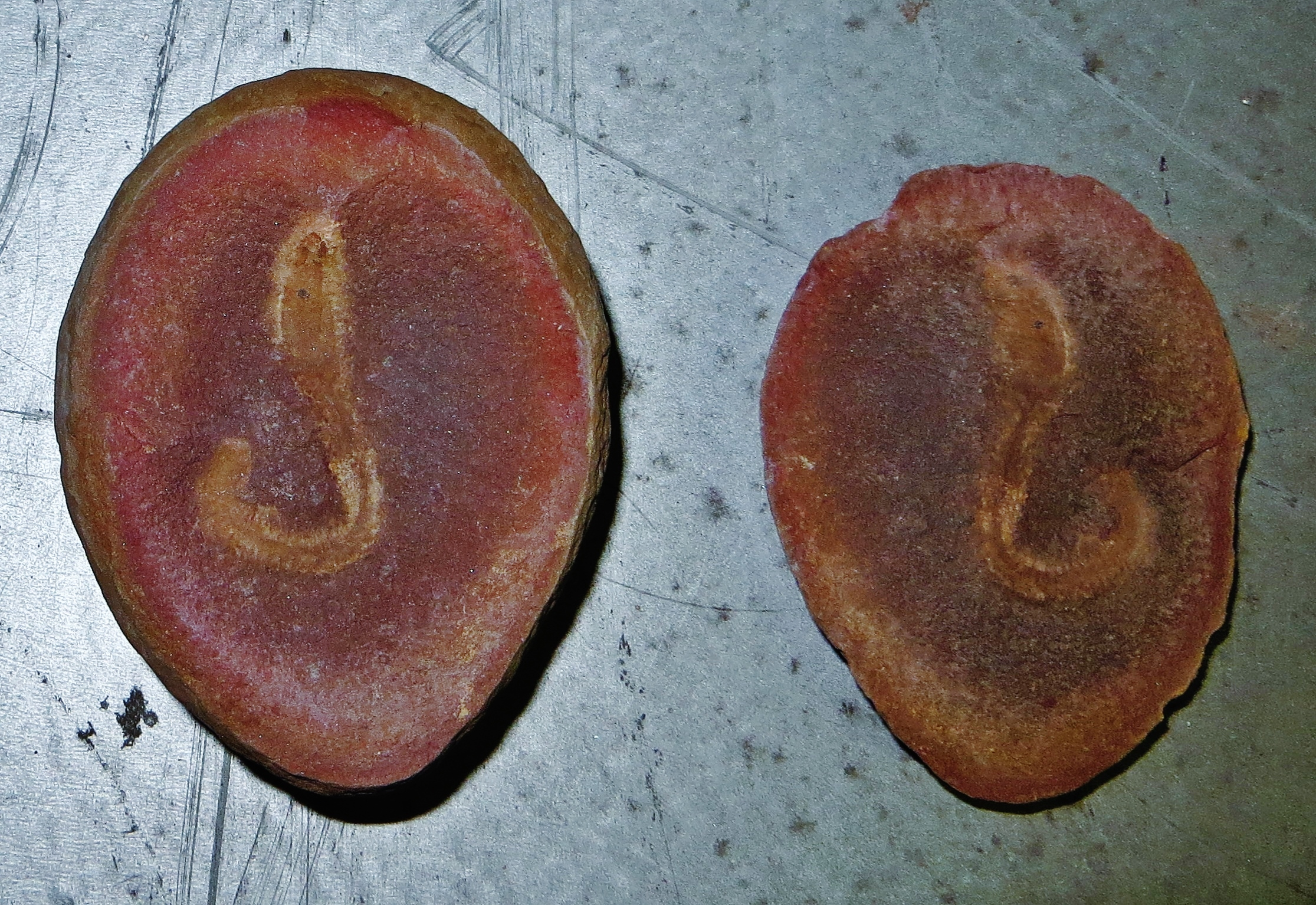
Didontogaster
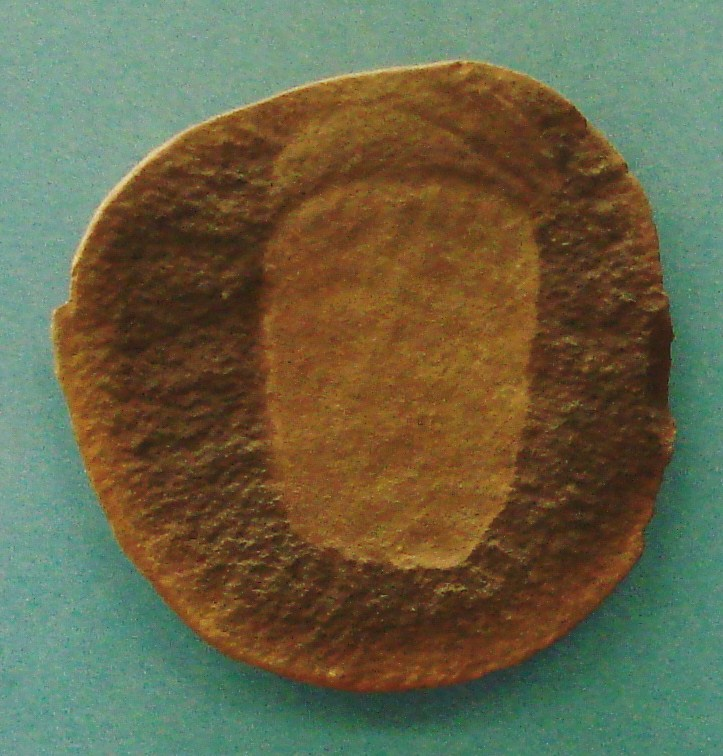
Essexella
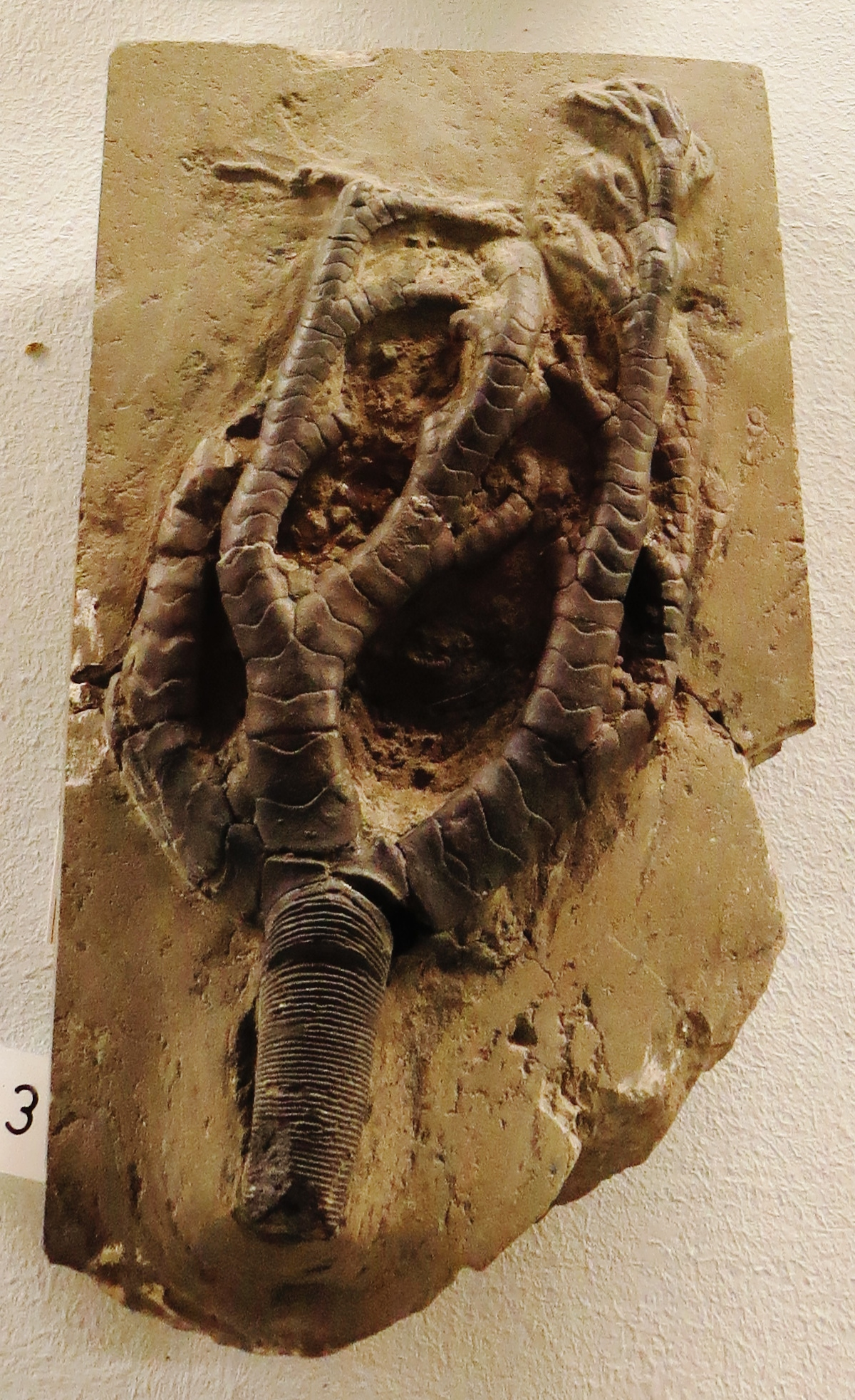
Onychocrinus
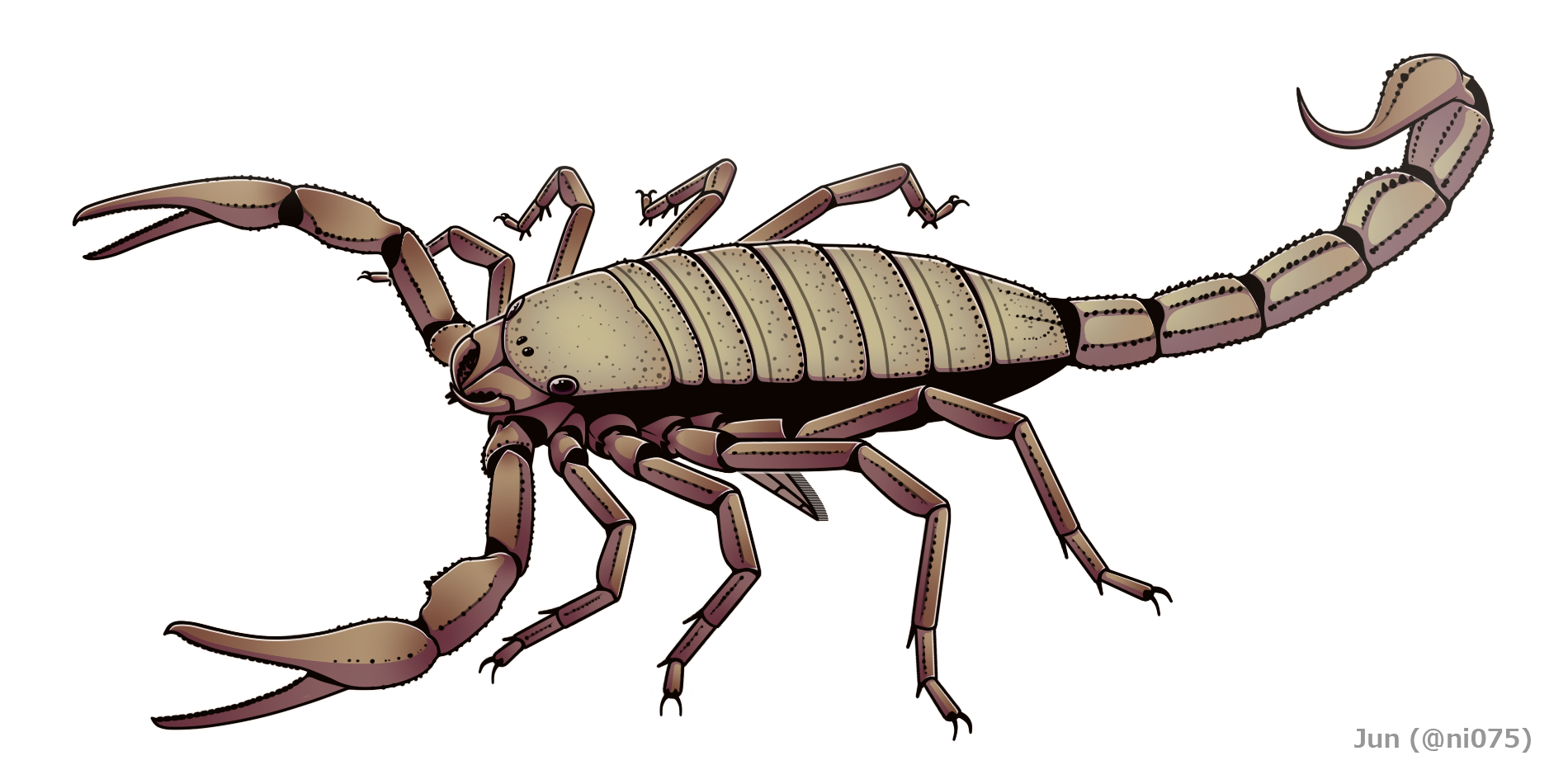
Pulmonoscorpius kirktonensis

### Vertebrati
Tra i vertebrati, grande espansione hanno i primitivi pesci ossei (tra cui i paleonisciformi) e i pesci cartilaginei, che si diversificano dando vita a strane forme oggi scomparse, come gli Eugeneodontida, i Chondrenchelyida e i Symmoriida, e agli antenati degli squali odierni. Fossili eccezionali di queste forme sono quelle rinvenute nel deposito di Bear Gulch, in Montana. I placodermi, così come la maggior parte degli agnati, erano già scomparsi nel Devoniano. I tetrapodi conoscono una notevole espansione, anche se nella documentazione fossile sono assenti per circa 20 milioni di anni (il cosiddetto “Romer's gap”). Accanto a forme di incerta collocazione (Crassigyrinus, Loxommatidae) nel Carbonifero inferiore si possono già riconoscere i primi rappresentanti dei temnospondili, che divennero particolarmente floridi verso la fine del periodo e nel Permiano. I lepospondili, dal canto loro, sviluppano subito forme molto specializzate (Aïstopoda). I rettiliomorfi si evolvono fino a produrre forme semiacquatiche (Embolomeri) e terrestri; queste ultime diedero origine ai primi veri rettili. Nel giacimento di Joggins in Nuova Scozia sono stati rinvenuti numerosi resti di amnioti primitivi (Palaeothyris e Hylonomus) conservati all'interno di tronchi d'albero cavi. Contemporaneamente a questi animali si svilupparono anche i primi sinapsidi (Archaeothyris).

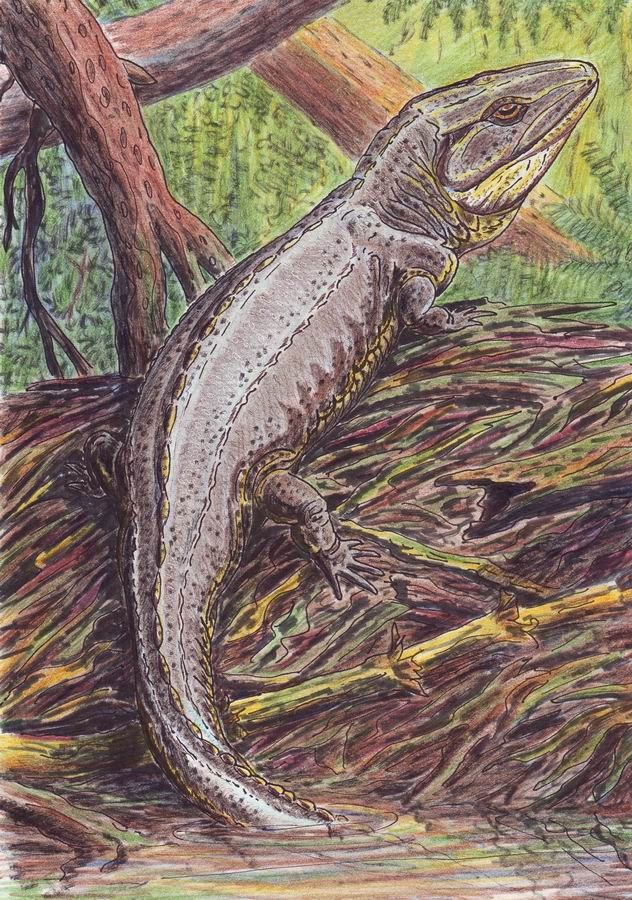
Proterogyrinus
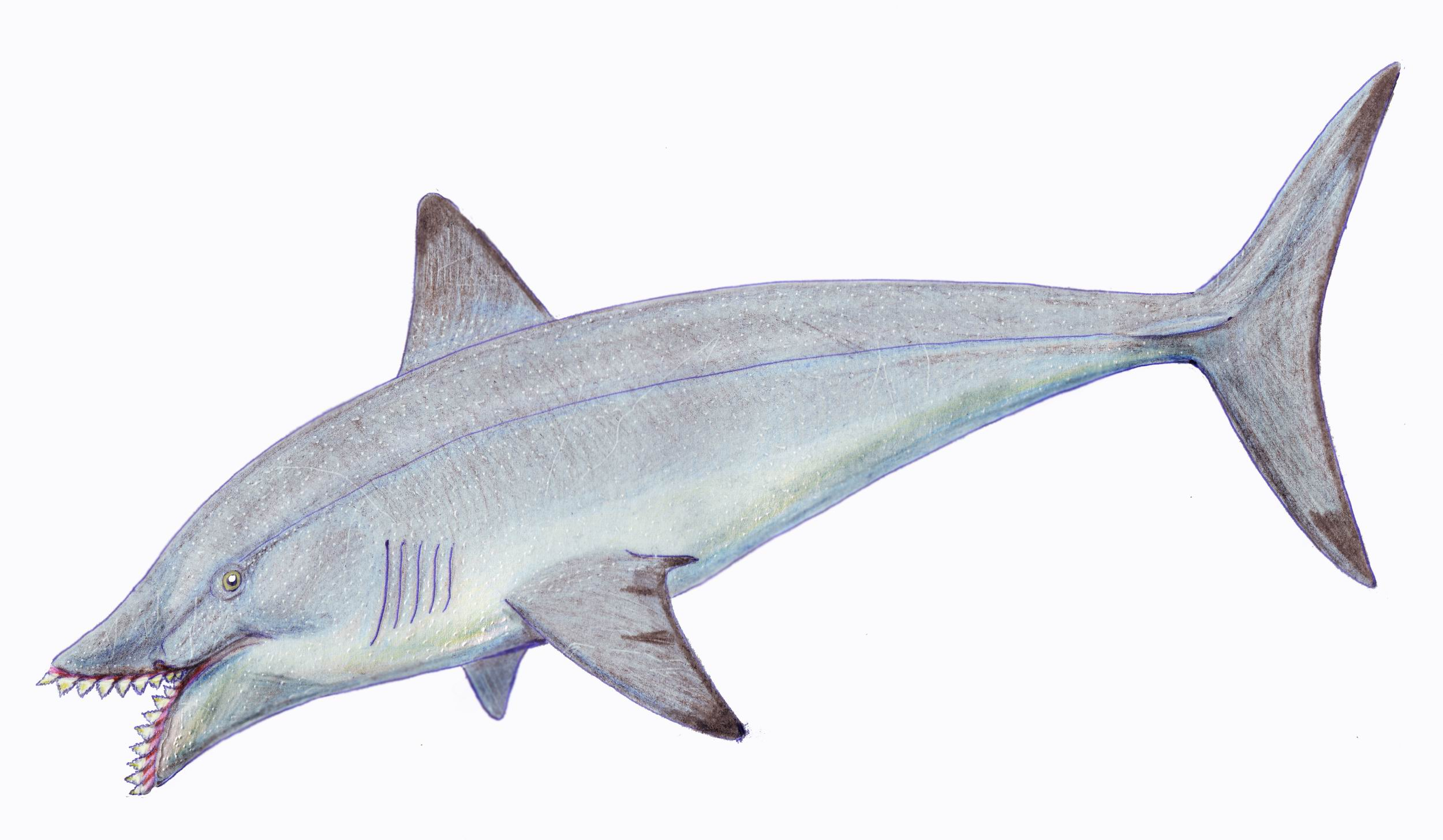
Edestus
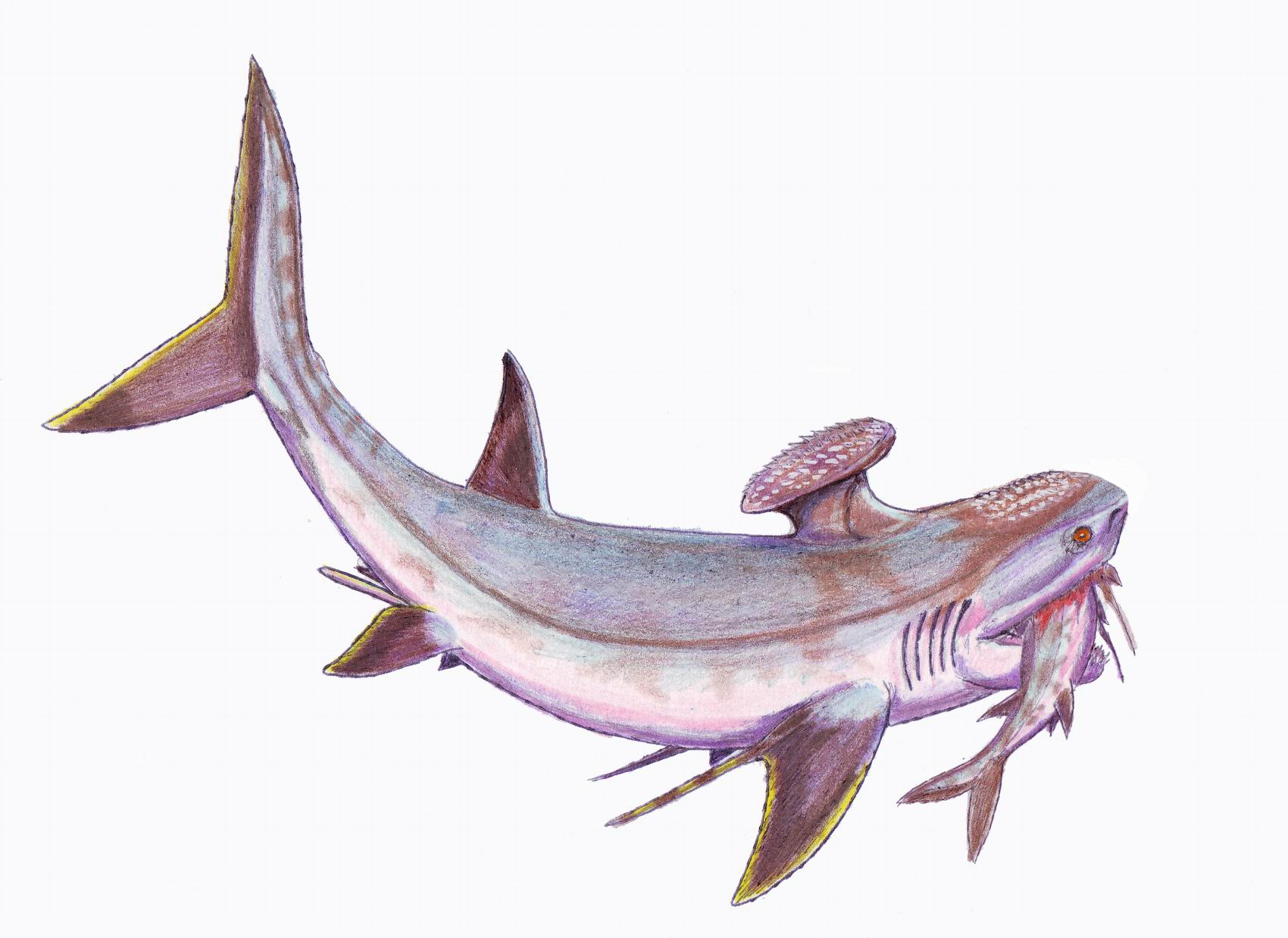
Stethacanthus
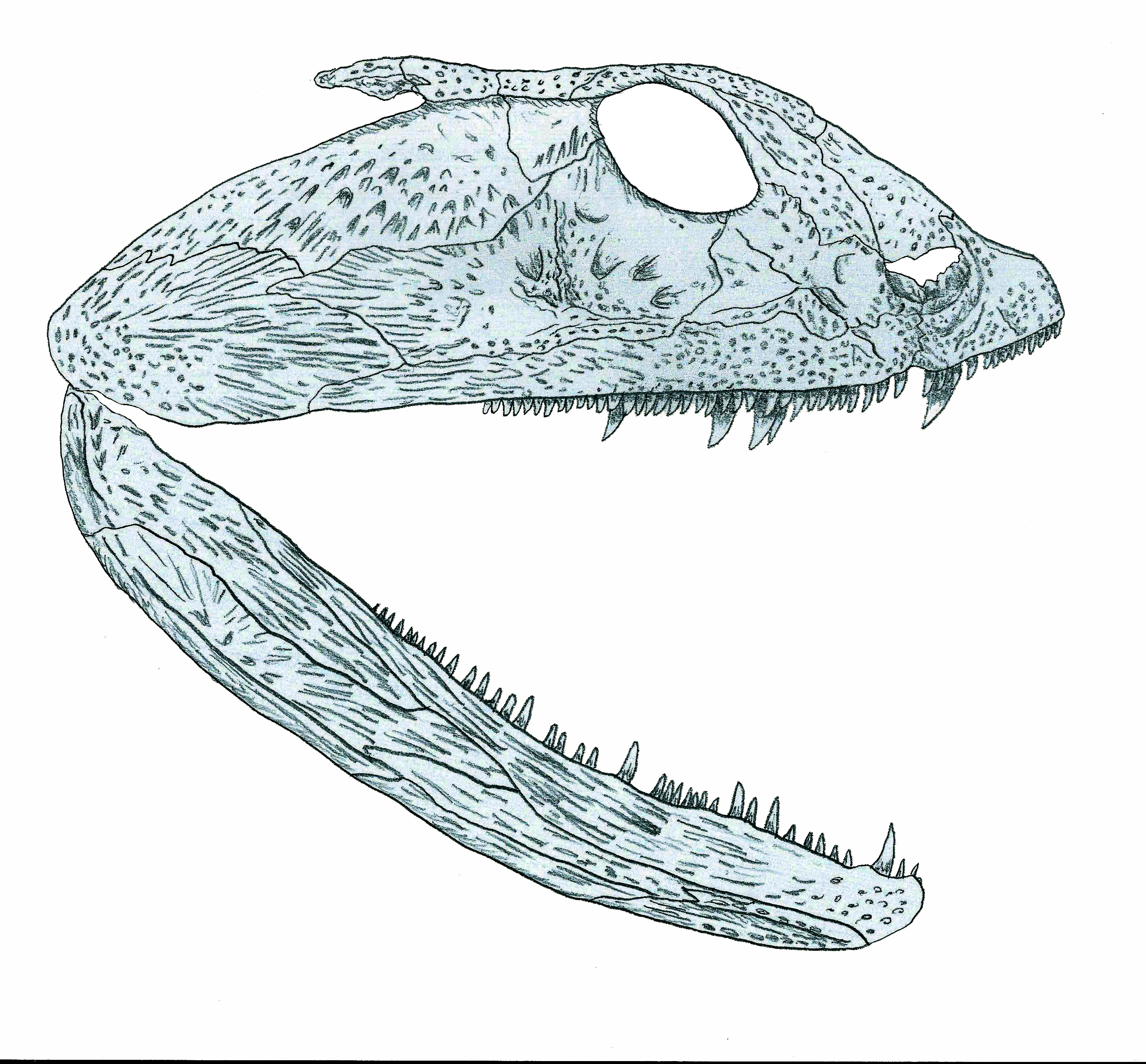
Crassigyrinus
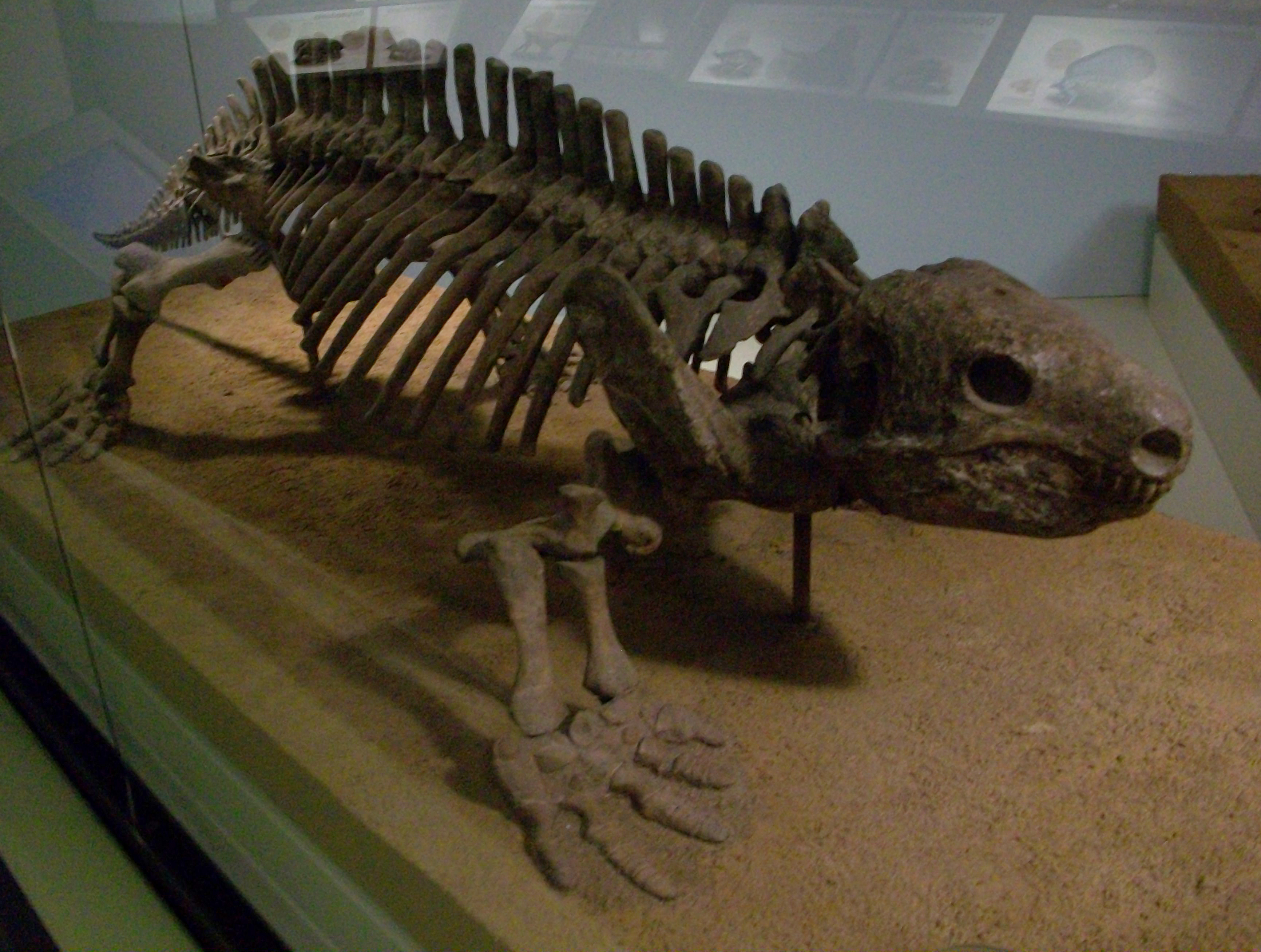
Diasparactus
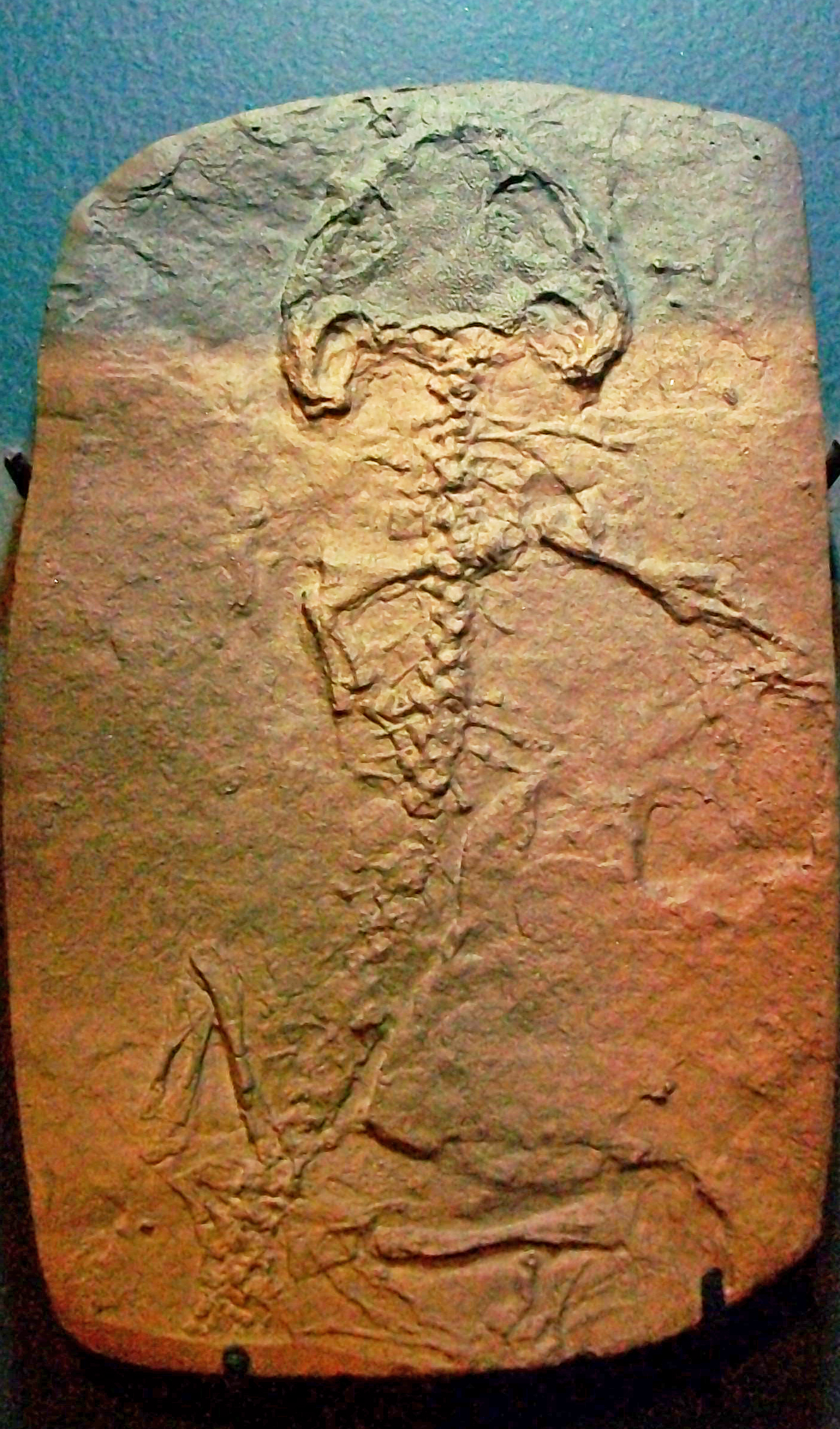
Platyrhinops
Hylonomus
Archaeothyris
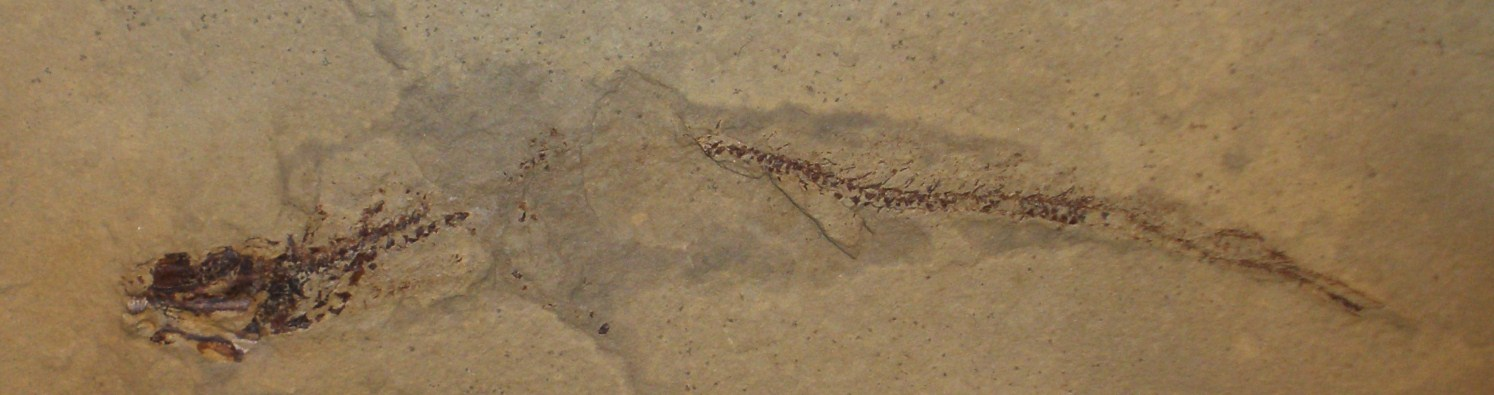
Harpagofututor
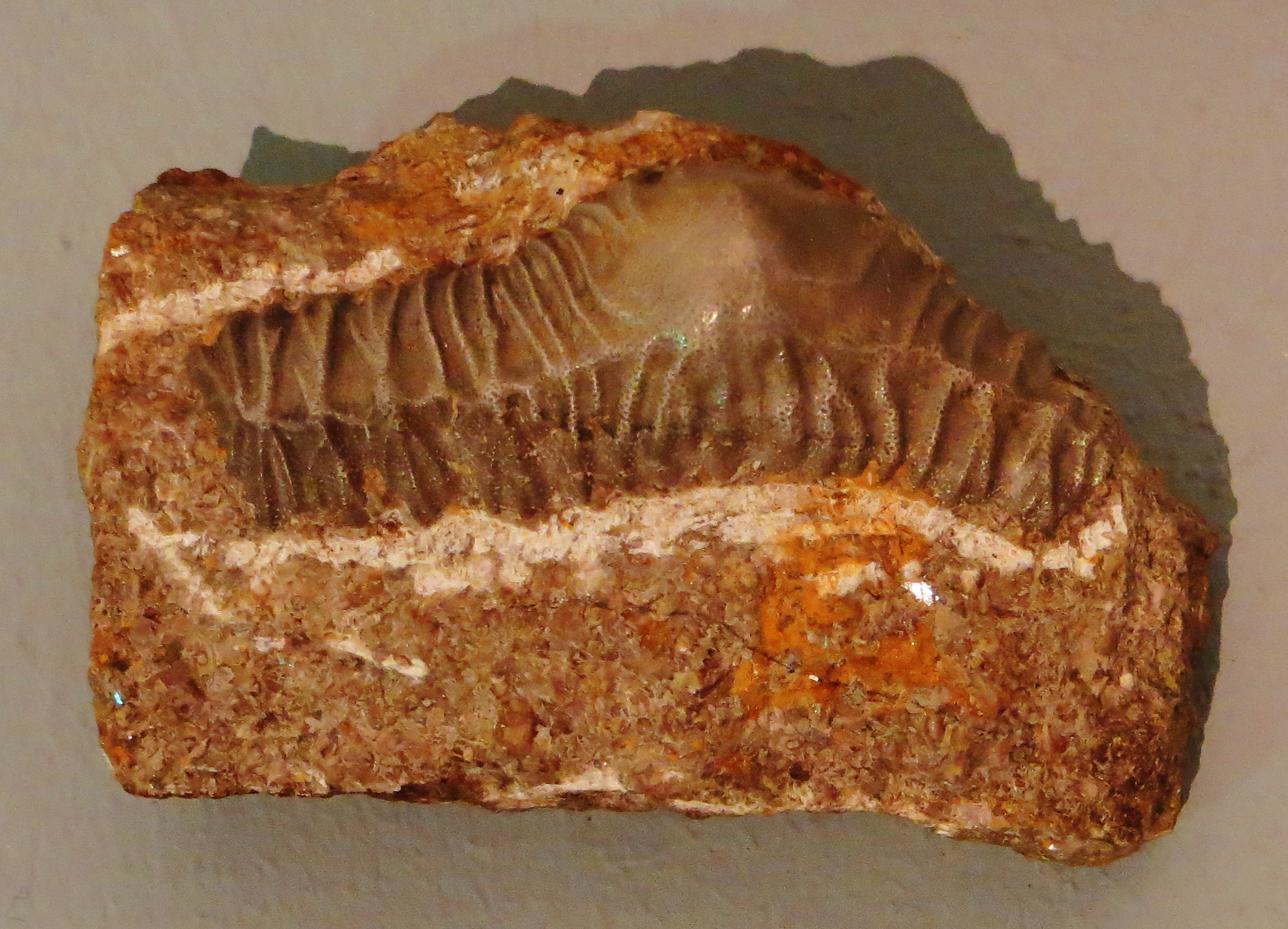
Orodus
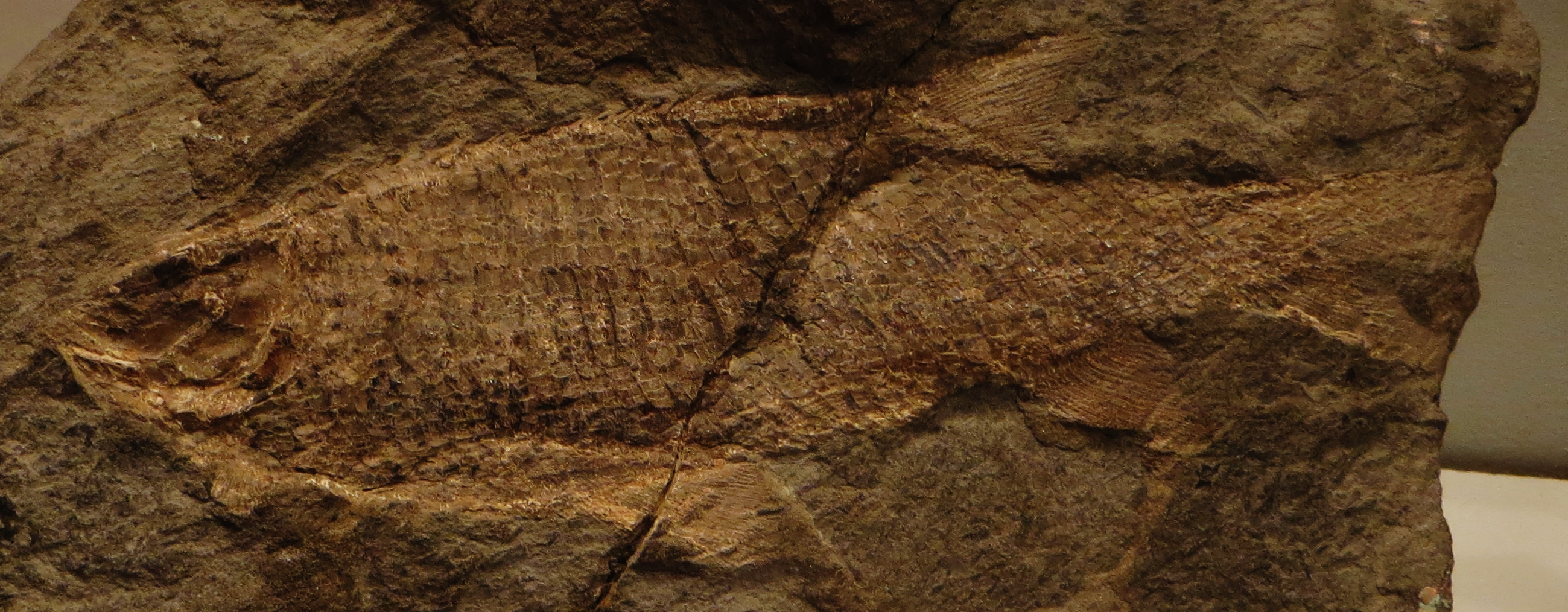
Bourbonnella
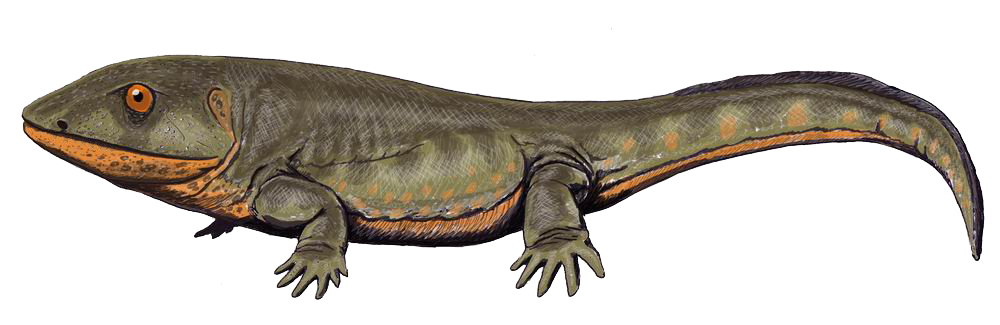
Pederpes

## Flora

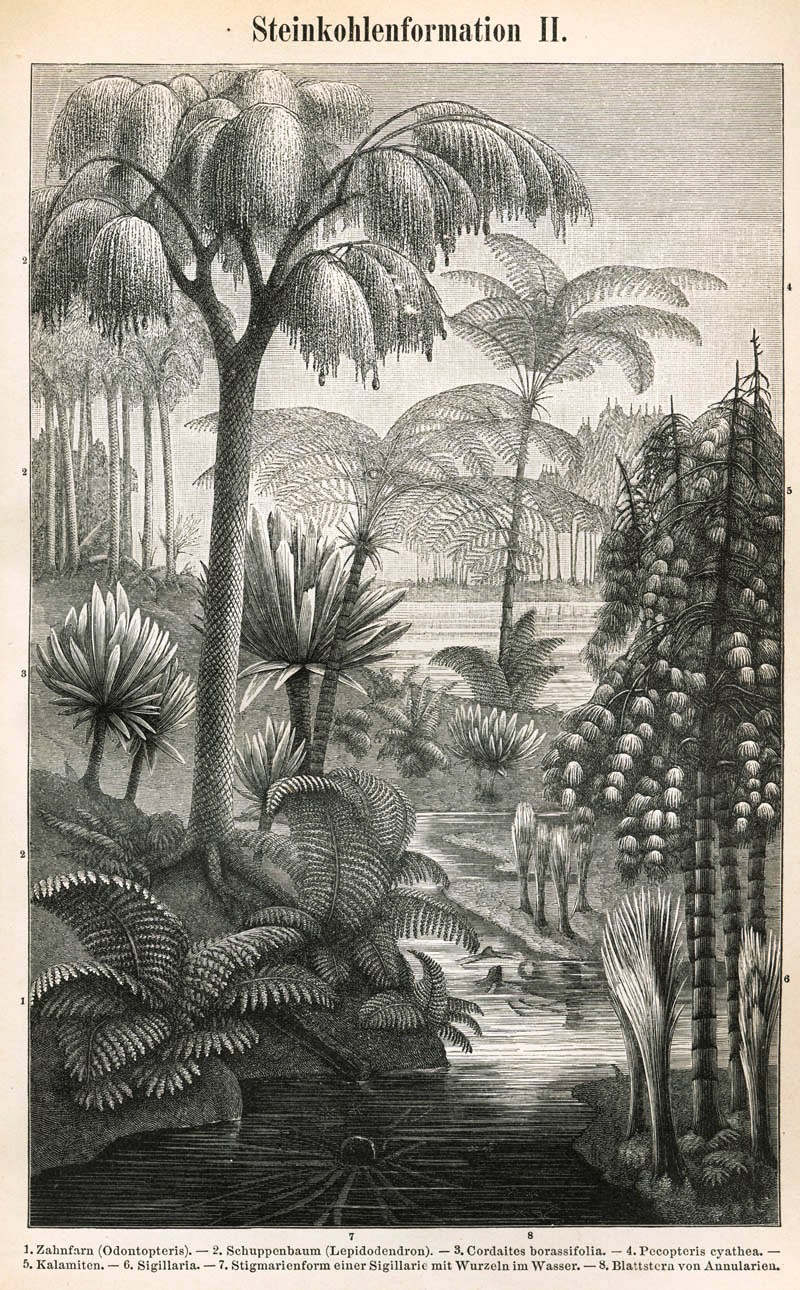
Incisione raffigurante la flora del Carbonifero.

La flora del carbonifero, inizialmente simile a quella dell'Ordoviciano superiore, sviluppò rapidamente nuove specie e divenne estremamente ricca e vigorosa.
Viene suddivisa in due gruppi:
- le crittogame vascolari o pteridofite (la grande famiglia delle felci), comprendenti Sphenophyllales (piante rampicanti lianiformi), lepidodendrali, licopodiali, equisetali (equiseto o coda di cavallo), filicali (felci).
- le fanerogame gimnosperme, comprendenti pteridosperme (tra cui la Callistophyton), cicadine, cordaitine, conifere: questi vegetali, alcuni dei quali ancora esistenti ma con dimensioni ridotte, erano in taluni casi giganteschi.

Le lepidodendrali erano rappresentate da grandi alberi: i Lepidodendron, le Sigillaria, le Stigmaria raggiungevano decine di metri di altezza.